# Hydra (måne)

Hydra (S/2005 P1) är en av Plutos fem kända månar. Den upptäcktes med Rymdteleskopet Hubble av Pluto Companion Search Team i juni 2005. Pluto Companion Search Team består av Hal A. Weaver, S. Alan Stern, Max J. Mutchler, Andrew J. Steffl, Marc W. Buie, William J. Merline, John R. Spencer, Eliot F. Young, och Leslie A. Young. Vid samma tillfälle upptäcktes Plutos måne Nix.
Upptäckarbilderna togs den 15 maj och 18 maj 2005. Månen sågs för första gången av Max J. Mutchler den 15 juni samma år. Man tillkännagav upptäckten, när man hade bekräftat att månen fanns där, den 31 oktober 2005.[källa behövs]
Hydra är ungefär 45 km × 32 km stor och oregelbunden. Den reflekterar 45 procent av ljuset som når den, varför den sannolikt är täckt av is.
När New Horizons passerade den i juli 2015 konstaterades det att det finns fruset vatten på Hydra.

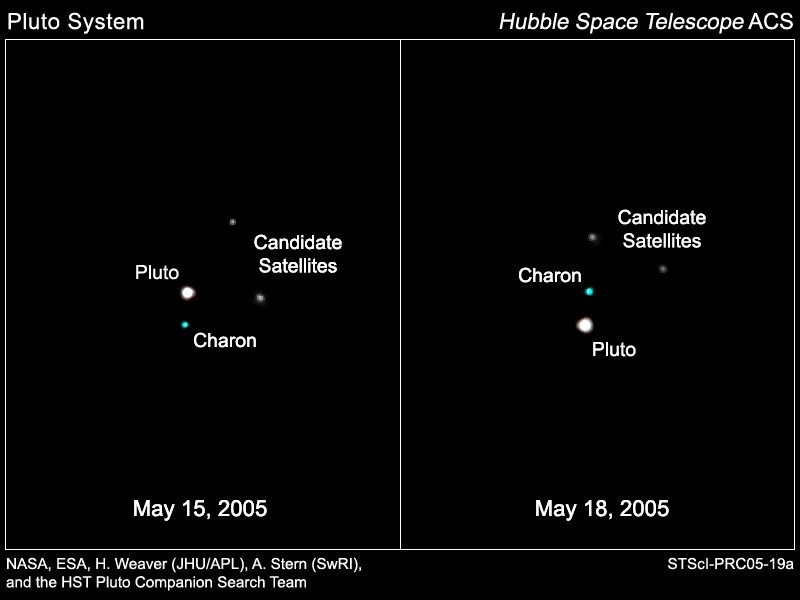
Upptäcktsbilden av S/2005 P 1.

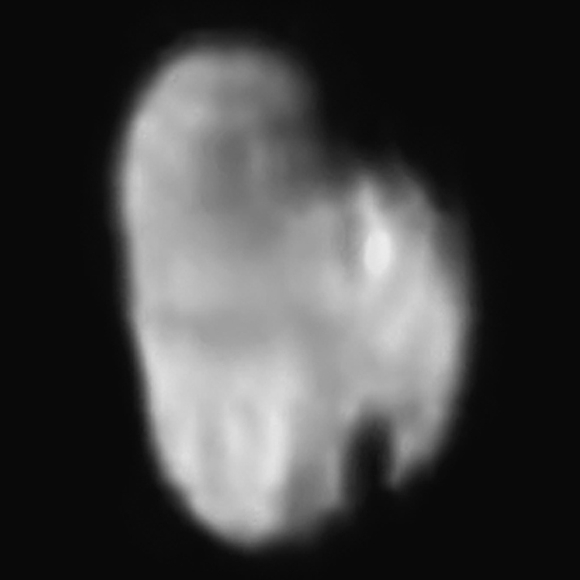
Hydra fotograferad av New Horizons